# Westminster Bridge

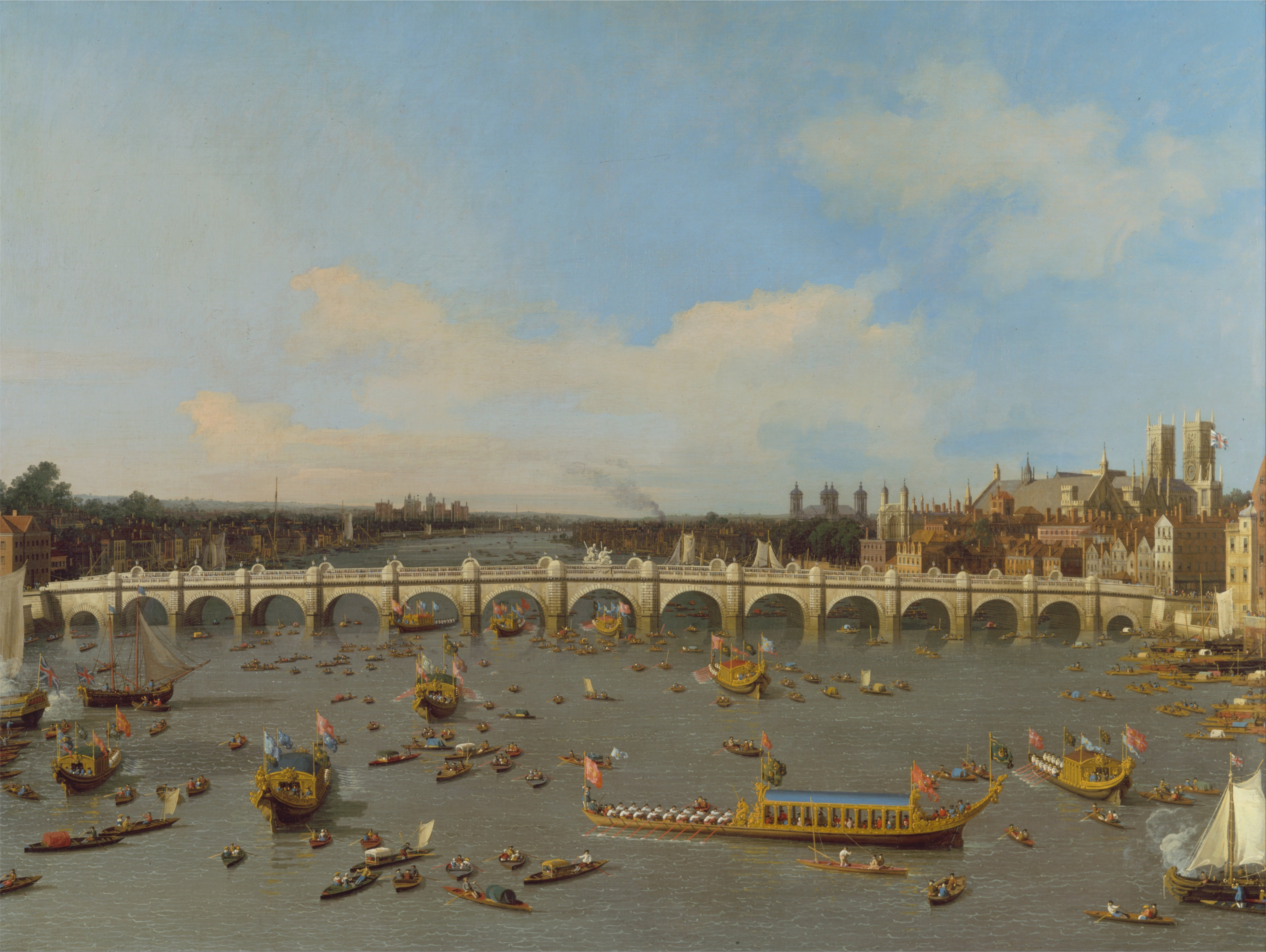
Canaletto: Umzug des Lord Mayor of London auf der Westminster Bridge (1746)

Westminster Bridge um 1910

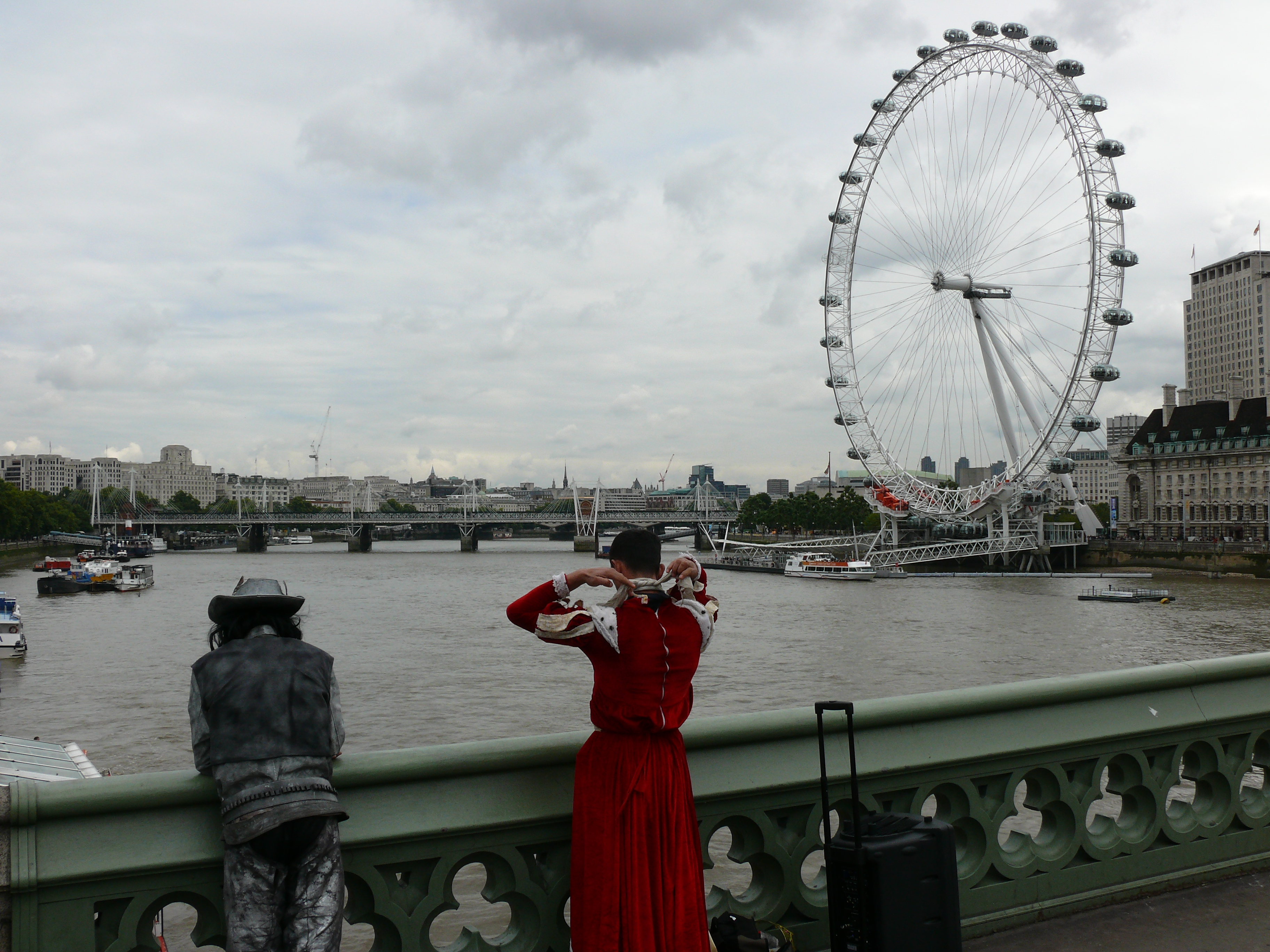
Straßenkünstler auf der Westminster Bridge, London Eye im Hintergrund

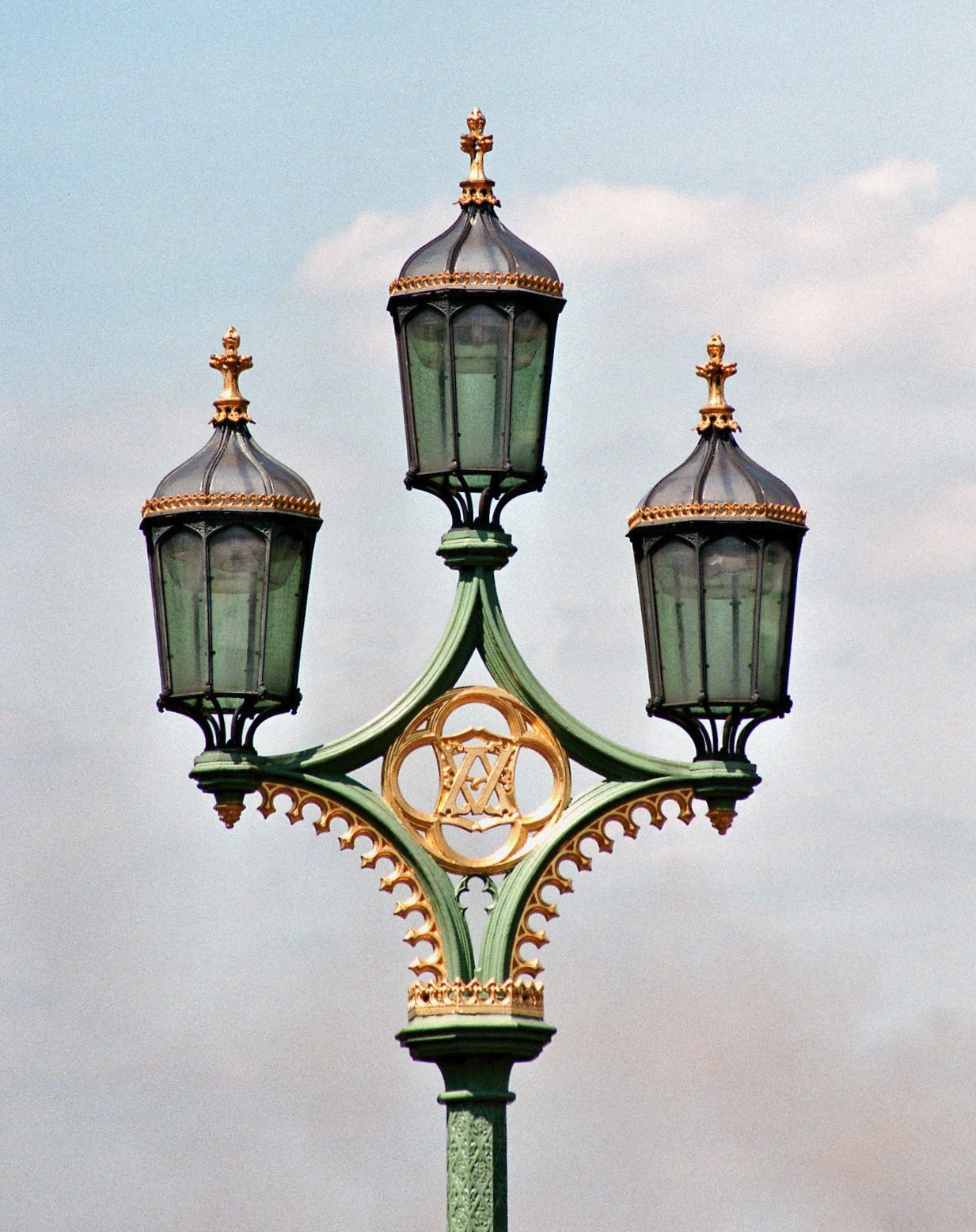
Straßenlaternen auf der Brücke

Die Westminster Bridge ist eine Straßenbrücke über den Fluss Themse in London. Sie verbindet die City of Westminster auf der Westseite mit dem Stadtteil Lambeth im Stadtbezirk London Borough of Lambeth auf der Ostseite. Darüber führt die Hauptstraße A302. Am westlichen Ufer befinden sich der Palace of Westminster, der Parliament Square und das Portcullis House, am östlichen Ufer die County Hall mit dem London Eye und der Bahnhof Waterloo.
Die Brücke ist 252 Meter lang und 26 Meter breit. Sie quert die Themse mit sieben Bögen aus Schmiedeeisen. Die äußeren, als Verblendung angesetzten Bogenelemente aus Gusseisen besitzen neugotische Verzierungen von Charles Barry, dem Architekten des Palace of Westminster. Die Brücke ist grün gestrichen, was der Farbe der Ledersessel im House of Commons entspricht, dessen Sitzungssaal der Westminster Bridge zugewandt ist. Die Lambeth Bridge hingegen ist rot gestrichen, was der Farbe des House of Lords entspricht.

## Geschichte
Während der Herrschaft von Elisabeth I. gab es mehrmals Versuche, ein Gesetz zum Bau einer Brücke zu verabschieden, doch die City of London wehrte sich stets erfolgreich dagegen. Die einzige Möglichkeit, in der Nähe den Fluss zu überqueren, war die Fähre bei der heutigen Lambeth Bridge, deren Benutzung jedoch wegen der Gezeiten oft gefährlich war. 1734 präsentierte der Schweizer Bauingenieur Charles Labelye ein neues Projekt und mit der Unterstützung des Earl of Pembroke gelang es ihm 1736, die Zustimmung des Parlaments zu erhalten.
Der Earl of Pembroke legte 1739 den Grundstein. Zuerst wurden Caissons in das Flussbett abgesenkt. Doch die Bauarbeiten standen unter keinem guten Stern: Trotz der Erlaubnis, eine Lotterie durchzuführen, gab es ständig Finanzierungsprobleme. Harte Winter, Kriege auf dem europäischen Festland, Sabotage durch Flussschiffer, Unfälle und ein kleines Erdbeben sorgten für zahlreiche Verzögerungen. Im Mauerwerk erschienen Risse und 1747 fielen Steine vom fünften Brückenbogen in den Fluss. Erst 1750 konnte die 316 Meter lange und 13,5 Meter breite Brücke eröffnet werden. In der Zwischenzeit hatte sie den wenig schmeichelhaften Übernamen Bridge of Fools (Brücke der Narren) erhalten. 1813 erhielt sie als erste Brücke der Welt eine Gasbeleuchtung.
Die Brücke tendierte dazu, auf ihren Fundamenten zu schwanken. Nachdem man 1831 die alte London Bridge abgerissen hatte, unterspülte die Flut die Fundamente der Westminster Bridge und lagerte immer mehr Schlamm ab. 1836 begann James Walker mit einer schrittweisen Erneuerung der Brücke, die sich über zehn Jahre hinzog.
Nach Beendigung dieser Arbeiten entwarf er zusammen mit Charles Barry, George Rennie und Thomas Page einen Plan für einen vollständigen Neubau. Die Bauarbeiten begannen 1854 mit der Caisson-Gründung der Widerlager aus Granit. Im Mai 1862 konnte die neue, weitaus stabilere Brücke eingeweiht werden. Ihre sieben elliptischen Bögen haben Spannweiten von 28,70 m bis zu 34,90 m im mittleren Bogen, der eine lichte Höhe von 5,40 m über MHWS (Mean high water spring), dem Mittleren Spring Hochwasser(Springtide) hat. Die Bögen bestehen jeweils aus zahlreichen schmiedeeisernen Rippen mit Querversteifungen. Außen sind die Bögen mit gusseisernen Verblendungen abgedeckt, auch die Verzierungen mit Wappen in den Zwickeln sind aus Gusseisen. Die Brückentafel ist rund 26 m breit und wird mit Balustraden seitlich begrenzt. Die Westminster Bridge ist nach der Erneuerung der London Bridge jetzt die älteste Themse-Brücke Londons. Abgesehen von der Beseitigung einiger kleinerer Risse im Jahr 1924 und einer Erneuerung der Gusseisenteile in den Jahren 2005–2007 waren kaum je Reparaturen notwendig.
Am 22. März 2017 ereignete sich ein Terroranschlag auf der Westminster Bridge.

## Die Brücke in der Lyrik
William Wordsworth schrieb das berühmte Gedicht Composed Upon Westminster Bridge, September 3, 1802.